# Burguete
Burguete (em castelhano) ou Auritz (em basco) é um município da Espanha na província e Comunidade Foral (autónoma) de Navarra. Tem 19,19 km² de área e em 2021 tinha 228 habitantes (densidade: 11,9 hab./km²).
Cidade famosa por ser mencionada na obra The Sun Also Rises de Ernest Hemingway.

## Demografia
| Variação demográfica do município entre 1991 e 2004 | Variação demográfica do município entre 1991 e 2004 | Variação demográfica do município entre 1991 e 2004 | Variação demográfica do município entre 1991 e 2004 |
| --------------------------------------------------- | --------------------------------------------------- | --------------------------------------------------- | --------------------------------------------------- |
| 1991                                                | 1996                                                | 2001                                                | 2004                                                |
| 297                                                 | 320                                                 | 314                                                 | 323                                                 |